# Máy lau sàn hơi nước
Máy lau sàn hơi nước là một thiết bị sử dụng hơi nước để làm sạch sàn nhà và thảm. Không giống như cách lau nhà bình thường phải sử dụng các chất tẩy rửa, máy sử dụng nhiệt từ hơi nước để khử trùng và làm sạch. Có một tấm microfiber nhỏ đặt ngay bên dưới máy phun hơi nước để làm sạch bụi bẩn.
Máy lau sàn hơi nước hoạt động bằng cách làm nóng nước bên trong hồ chứa tới nhiệt độ khoảng 120 độ C(248 độ F). nhiều máy lau sàn hơi nước có một máy phun hơi khô, làm ẩm một miếng microfibre đặt bên dưới. Hơi nước giúp hút các bụi bẩn lên khỏi mặt đất. Không giống như cây lau nhà thông thường, máy lau sàn hơi nước không để chất cặn trên sàn và làm sạch mọi bụi bẩn. Sức nóng dữ dội của hơi nước có thể giết chết khoảng 99% các vi khuẩn. Máy lau sàn hơi nước có thể khử trùng sàn nhà, phục hồi độ bóng, diệt bọ ve và loại bỏ nhiều loại vết bẩn.